# Joel Goldsmith
Joel Goldsmith, född 19 november 1957 i Los Angeles, Kalifornien, död 29 april 2012 i Hidden Hills, Los Angeles County, Kalifornien, var en amerikansk kompositör som bland annat skrivit musik till film, TV, och TV-spel. Han var son till kompositören Jerry Goldsmith. Han var huvudkompositören för TV-serien, Stargate SG-1, förutom huvudtemat som skrevs av David Arnold. För Stargate Atlantis stod han dock för all musik.
Han samarbetade främst med två kompositörer, Jerry Goldsmith och Neal Acree. År 2006 skrev han musiken till Call of Duty 3. 

## Utmärkelser

### Emmynomineringar
- Outstanding Music Composition for a Series (Dramatic Underscore) - Stargate SG-1 (1998)
- Outstanding Main Title Theme Music - Stargate Atlantis (2005)
- Outstanding Music Composition for a Series (Original Dramatic Score) - Stargate Atlantis (2006)

## Verkslista
- Brotherhood of the Gun
- Call of Duty 3 (Video game)
- Diamonds
- Helen of Troy (TV miniserie)
- Joshua Tree
- Kull the Conqueror
- Laserblast
- Man's Best Friend
- Moon 44
- Ricky I
- Stargate Atlantis
- Stargate SG-1
- Stargate Universe
- Stargate: Continuum
- Stargate: The Ark of Truth
- Star Trek: First Contact (samarbetade med sin far)
- Dr. Hfuhruhurrs dilemma
- The Rift (Film, även känd som La Grieta)
- Witchblade